# Rugrats (serie de televisión de 2021)
Rugrats es una serie web infantil animada por CGI estadounidense creada por Arlene Klasky, Gábor Csupó y Paul Germain. Es un reinicio de la serie original de 1991 del mismo nombre. Se estrenó el 27 de mayo de 2021 en Paramount+.
Se estrenó en España por Nickelodeon el 11 de noviembre de 2021. Además, está disponible en streaming a través de SkyShowtime desde el 28 de febrero de 2023, día del desembarco de la plataforma en el país.

## Premisa
Al igual que la serie original, Rugrats se centra en las experiencias de un bebé valiente y aventurero de un año llamado Tommy Pickles y su grupo de compañeros de juego y otros bebés y niños pequeños.

## Reparto
El elenco de voces original de los Rugrats repetirán sus papeles de la serie original, pero todos los adultos han sido reformulados, incluida Betty DeVille, quien originalmente fue interpretada por Kath Soucie, quien también regresa a la producción.
- E. G. Daily como Tommy Pickles
- Nancy Cartwright como Chuckie Finster
- Kath Soucie como Phil and Lil DeVille
- Cheryl Chase como Angelica Pickles
- Cree Summer como Susie Carmichael
- Tommy Dewey como Stu Pickles
- Ashley Rae Spillers como Didi Pickles
- Anna Chlumsky como Charlotte Pickles
- Timothy Simons como Drew Pickles
- Natalie Morales como Betty DeVille
- Tony Hale como Chas Finster
- Michael McKean como Lou Pickles
- Nicole Byer como Dr. Lucy Carmichael
- Omar Benson Miller como Randy Carmichael

## Producción
El 2 de septiembre de 2015, se anunció en Variety que Nickelodeon podría «buscar experimentar con versiones renovadas de clásicos» que podrían incluir a los Rugrats. Al día siguiente, The Independent anunció que «Rugrats pronto podría volver a nuestras pantallas». En julio de 2016, se reveló que Nickelodeon estaba en conversaciones con Klasky Csupo y Paul Germain sobre un posible reinicio de la serie.
El 4 de agosto de 2016, Arlene Klasky declaró que estaría dispuesta a trabajar en un renacimiento de la serie, junto con los co-creadores Gábor Csupó y Paul Germain. En octubre de 2016, un vicepresidente sénior de Nickelodeon declaró en respuesta a una pregunta de un fan que Rugrats estaba entre otros programas que se estaban considerando para revivir.

## Episodios
| Temporada | Temporada | Segmentos | Episodios | Lanzamiento original | Lanzamiento original |
| Temporada | Temporada | Segmentos | Episodios | Comienzo             | Final                |
| --------- | --------- | --------- | --------- | -------------------- | -------------------- |
|           | 1         | 45        | 24        | 27 de mayo de 2021   | 15 de abril de 2022  |
|           | 2         | TBA       | 26        | 14 de abril de 2023  | Por anunciar         |

### Temporada 1
| N.º en serie | N.º en temp. | Título                         | Fecha de lanzamiento original Fecha de emisión de Nickelodeon | Fecha de Latinoamérica | Código de prod. | Audiencia (millones) |
| ------------ | ------------ | ------------------------------ | ------------------------------------------------------------- | ---------------------- | --------------- | -------------------- |
| 1            | 1            | «"Second Time Around"»         | 27 de mayo de 2021 20 de agosto de 2021                       | 1 de octubre de 2021   | 101102          | 0.42                 |
| 2            | 2            | «"Lady De-Clutter""New Puppy"» | 27 de mayo de 2021 11 de marzo de 2022 18 de marzo de 2022    | 5 de marzo de 2022     | 103             | 0,33 0,39.           |